# Moesdorf
Moesdorf (lb. Miesdref, niem. Mösdorf) – wieś (Uertschaft) w środkowym Luksemburgu, w kantonie Mersch, w gminie Mersch. Do 3 października 2015 miejscowość leżała w dystrykcie Luksemburg. Liczy 427 mieszkańców (31 grudnia 2022). 